# Nártoun celebeský
Nártoun celebeský (Tarsius tarsier nebo Tarsius spectrum) je druh nártounů z podřádu Haplorhini.
Vyskytuje se převážně na území Indonésie (zejména na ostrovech Sulawesi, Buton, Muna a Kabaena) v nadmořské výšce od 1 100 až 1 500 m n. m.

## Popis
Dospělí samci váží 118–130 gramů, zatímco samice váží 102–114 gramů. Průměrná výška jedince se pohybuje od 9 do 14 centimetrů, ocas je dlouhý 20 až 26 cm. Živí se převážně hmyzem, příležitostně i drobnými obratlovci (hlodavci a plazy). Průměrná délka života je 10 let, ale v zajetí se mohou dožít až 17 let. Některé zdroje uvádí, že se jedná o savce s největším okem v poměru k jeho velikosti.
Nártoun celebeský je aktivní zejména v noci. Žije v malých skupinách po dvou až šesti jedincích.